# 梅森城鎮區 (伊利諾伊州梅森縣)
梅森城鎮區（英語：Mason City Township）是位於美國伊利諾伊州梅森縣的一個行政鎮區。

## 地方資料
根據2010年美國人口普查的數據，梅森城鎮區的面積為91.90平方千米，當中陸地面積為91.70平方千米，而水域面積為0.20平方千米。當地共有人口2418人，而人口密度為每平方千米26.31人。